# Матсайкер
Матсайкер (англ. Maatsuyker) — острів біля південного узбережжя острова Тасманія в Австралії, входить до складу штату Тасманія. Площа острова 1,86 км². Територія острова є частиною Південно-Західного національного парку.

## Географія

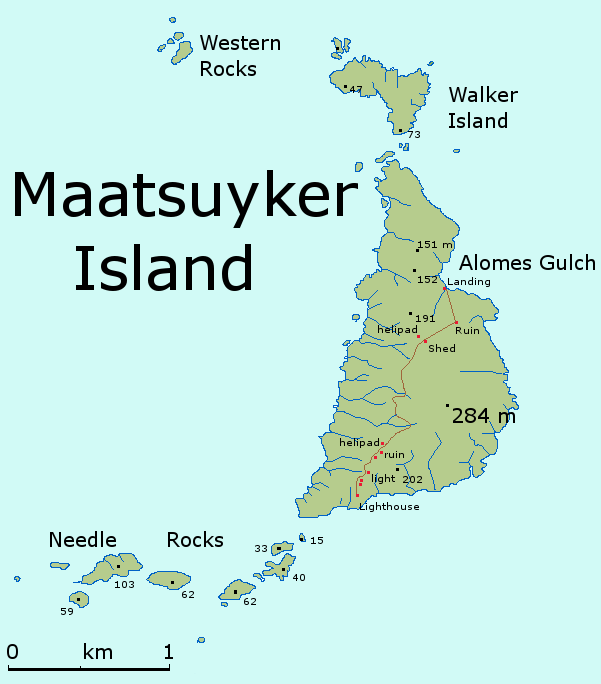
Карта острова Матсайкер

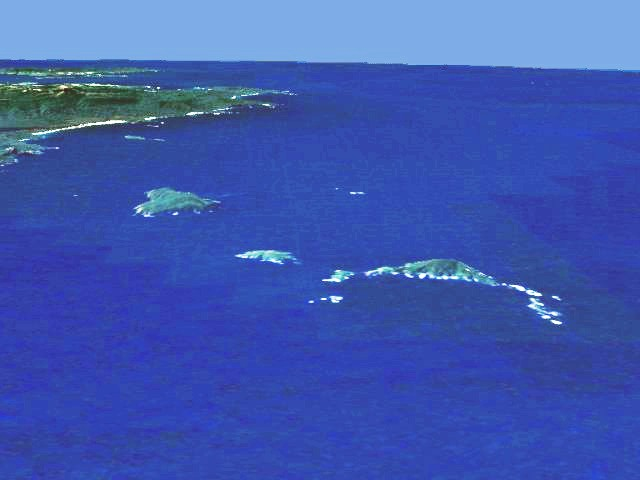
Вид на групу островів Матсайкер і мис Саут-Іст (острів Матсайкер праворуч на знімку)

Острів Матсайкер знаходиться приблизно на відстані 10 км від південного узбережжя Тасманії і входить до складу «групи островів Матсайкер», до якої, крім нього, зараховують острова Де-Вітт, Флат Вітч, Вокер та інші.
Найвища точка острова Матсайкер — 284 м над рівнем моря.м

## Історія
Тасманійські аборигени бували на цьому острові протягом багатьох століть, добуваючи молюсків і полюючи на морських котиків.
Острів був названий голландським мореплавцем Абелем Тасманом 25 листопада 1642, на честь Йоана Матсайкера, генерал-губернатора Голландської Ост-Індії, який спонсорував експедиції Тасмана. Через свою віддаленість і важкодоступність острів практично не відвідували європейцями до початку XIX століття, коли там почали свій промисел мисливці на тюленів.
У 1891 році на південному краю острова був побудований маяк, який працює до сьогодні і є найпівденнішим маяком Австралії.

## Фауна
На острові можна спостерігати австралійських морських котиків, які є підвидом капських морських котиків. Сюди припливають для розмноження новозеландські морські котики. Також на острові спостерігали південних морських слонів і їх дитинчат.
Серед морських птахів на острові зустрічаються пінгвіни малі, тонкодзьобі буревісники, звичайні ниркові буревісники і пріони сніжні..

## Клімат
| Клімат острова Матсайкер       | Клімат острова Матсайкер | Клімат острова Матсайкер | Клімат острова Матсайкер | Клімат острова Матсайкер | Клімат острова Матсайкер | Клімат острова Матсайкер | Клімат острова Матсайкер | Клімат острова Матсайкер | Клімат острова Матсайкер | Клімат острова Матсайкер | Клімат острова Матсайкер | Клімат острова Матсайкер | Клімат острова Матсайкер |
| Показник                       | Січ.                     | Лют.                     | Бер.                     | Квіт.                    | Трав.                    | Черв.                    | Лип.                     | Серп.                    | Вер.                     | Жовт.                    | Лист.                    | Груд.                    | Рік                      |
| Абсолютний максимум, °C        | 31,6                     | 34,7                     | 32,4                     | 31,0                     | 22,0                     | 18,8                     | 17,5                     | 21,5                     | 24,6                     | 27,5                     | 30,3                     | 30,4                     | 34,7                     |
| Середній максимум, °C          | 16,9                     | 17,4                     | 16,2                     | 14,6                     | 13,0                     | 11,5                     | 11,1                     | 11,3                     | 12,0                     | 13,1                     | 14,4                     | 15,5                     | 13,9                     |
| Середній мінімум, °C           | 10,9                     | 11,4                     | 10,7                     | 9,7                      | 8,7                      | 7,4                      | 6,9                      | 6,7                      | 6,9                      | 7,4                      | 8,6                      | 9,7                      | 8,8                      |
| Абсолютний мінімум, °C         | 3,5                      | 5,2                      | 3,3                      | 0,2                      | 0,7                      | 1,5                      | −1                       | 1,0                      | 0,8                      | −1                       | 2,0                      | 3,2                      | −1                       |
| Норма опадів, мм               | 83.5                     | 74.6                     | 82.0                     | 98.6                     | 109.7                    | 123.9                    | 137.4                    | 131.6                    | 118.2                    | 106.7                    | 86.7                     | 89.5                     | 1242.7                   |
| ------------------------------ | ------------------------ | ------------------------ | ------------------------ | ------------------------ | ------------------------ | ------------------------ | ------------------------ | ------------------------ | ------------------------ | ------------------------ | ------------------------ | ------------------------ | ------------------------ |
| Джерело: Bureau of Meteorology |                          |                          |                          |                          |                          |                          |                          |                          |                          |                          |                          |                          |                          |